# いしかわ動物園
いしかわ動物園（いしかわどうぶつえん）は、石川県能美市徳山町にある動物園である。1999年（平成11年）10月に開園した。

## 概要
基本コンセプトは「楽しく、遊べ、学べる動物園」、3つのやさしさ（「動物にやさしい」、「環境にやさしい」、「人にやさしい」）。
園内の動物舎は、自然の地形を活かした中に植栽や岩、池などを配し、動物たち本来の生息環境に近い環境を再現している。また、動物が飛び越えられない幅の堀を巡らせる「モート方式」やガラス越しの観察により、従来のコンクリートや鉄格子で仕切った狭い動物舎では見られない動物たちの生態が間近に観察できるよう配慮している。
高齢者や身体障害者、車椅子などの利用者を考慮し、園路（約1.1km）は、勾配を4％以下にするとともに、階段部分にはスロープが設けてある。屋内観察通路の出入り口は自動ドアとするとともに、2階のレストランにはエレベーターが設置してある。園路や観察通路には、視覚障害者の歩行用に点字ブロックが設置されているとともに、各動物舎の前には、点字による案内板が掲げてある。
石川県が設置、一般財団法人「石川県県民ふれあい公社」が指定管理者として管理・運営を行っている。

## 歴史

### 民間施設として
1958年（昭和33年）、金沢市卯辰山に「金沢ヘルスセンター 」（後の金沢サニーランド）が開業、その附属施設として「金沢動物園」が開園した。
「金沢ヘルスセンター」は、演劇場・映画館・小遊園地、さらには大浴場や宿泊施設が併設されていた。しかし、入館者数の減少・施設の老朽化などにより1993年（平成5年）に閉園、同時に石川県唯一の動物園も35年間の歴史の幕を下ろすこととなった。

### 公営施設として
石川県内唯一の動物園であること、当時から進んでいた「動物園の公営化」の流れなどを受け、石川県が施設全体を買収することとなり1993年（平成5年）12月に財団法人いしかわ動物園を設立した。
「公営施設」として再出発を迎えた動物園ではあったが、施設の狭小、老朽化はひどく、築40年近くが経過していること、拡張しようにも新たな土地の確保が難しいことなどから、県は動物園全体の移転を検討し始めた。
1999年（平成11年）5月21日に金沢市から能美郡辰口町（現在の能美市）へ動物の移転後、同年10月9日、新「いしかわ動物園」として正式にオープンした。

### 年表
- 1958年（昭和33年） - 金沢ヘルスセンター（のちの金沢サニーランド）内に金沢動物園が開園[6]。
- 1993年（平成5年）
  - 8月31日 - 金沢動物園・金沢水族館閉鎖。
  - 12月 - 財団法人いしかわ動物園設立[8]。
- 1994年（平成6年）3月6日 - いしかわ動物園開園（金沢市卯辰山）[11]。
- 1996年（平成8年）7月29日 - 能美郡辰口町（現在の能美市）に新いしかわ動物園が着工[12]。
- 1998年（平成10年）8月31日 - 旧いしかわ動物園が閉園[13]。
- 1999年（平成11年）10月9日 - いしかわ動物園開園[3][4][5][10][14]。
- 2010年（平成22年）
  - 1月8日 - トキの分散飼育開始。
  - 8月5日 - 日本一の長寿（当時）のカバ「デカ」が死亡[15][16]。
- 2016年（平成28年）
  - 3月17日 - シロフクロウ公開。
  - 9月7日 - オキナインコ公開。
  - 10月7日 - モルモットの行進を開始。
  - 11月19日 -  「トキ里山館」がオープン、トキ公開（後述）。
- 2017年（平成29年）
  - 2月17日 - エボシカメレオン公開。
  - 7月22日 - ホワイトタイガー公開を開始[17]。
- 2018年（平成30年）
  - 1月8日　- 伊豆シャボテン動物公園・長崎バイオパーク・埼玉県こども動物自然公園・那須どうぶつ王国の4園国で締結されていた「カピバラ露天風呂協定」に加盟。5園国のカピバラによる調印式を行う[18]。
- 2019年（平成31年・令和元年）
  - 3月15日 - ニホンライチョウの一般公開を開始[19][20][21][22]。

## 施設

### 動物展示施設
- アシカ・アザラシたちのうみ
- サルたちの森
- イヌワシの谷
- 小動物プロムナード
- ネコたちの谷
- オーストラリアの平原
- 郷土の水辺・南米の森
- ふれあいひろば
- 水鳥たちの池
- バードストリート
- カメたちの広場
- ライチョウの峰
- ツルたちの水辺
- アフリカの草原
- ゾウの丘
- カバの池
- チンパンジーの丘
- オランウータンの森
- トキ里山館[3]
- ライチョウの峰

### その他の施設
- レストラン・ズーショップ
- 動物学習センター
- 大型休憩所
- トキ飼育繁殖センター
- メダカたちの池
- ゆめつり橋

## 代表的な飼育動物

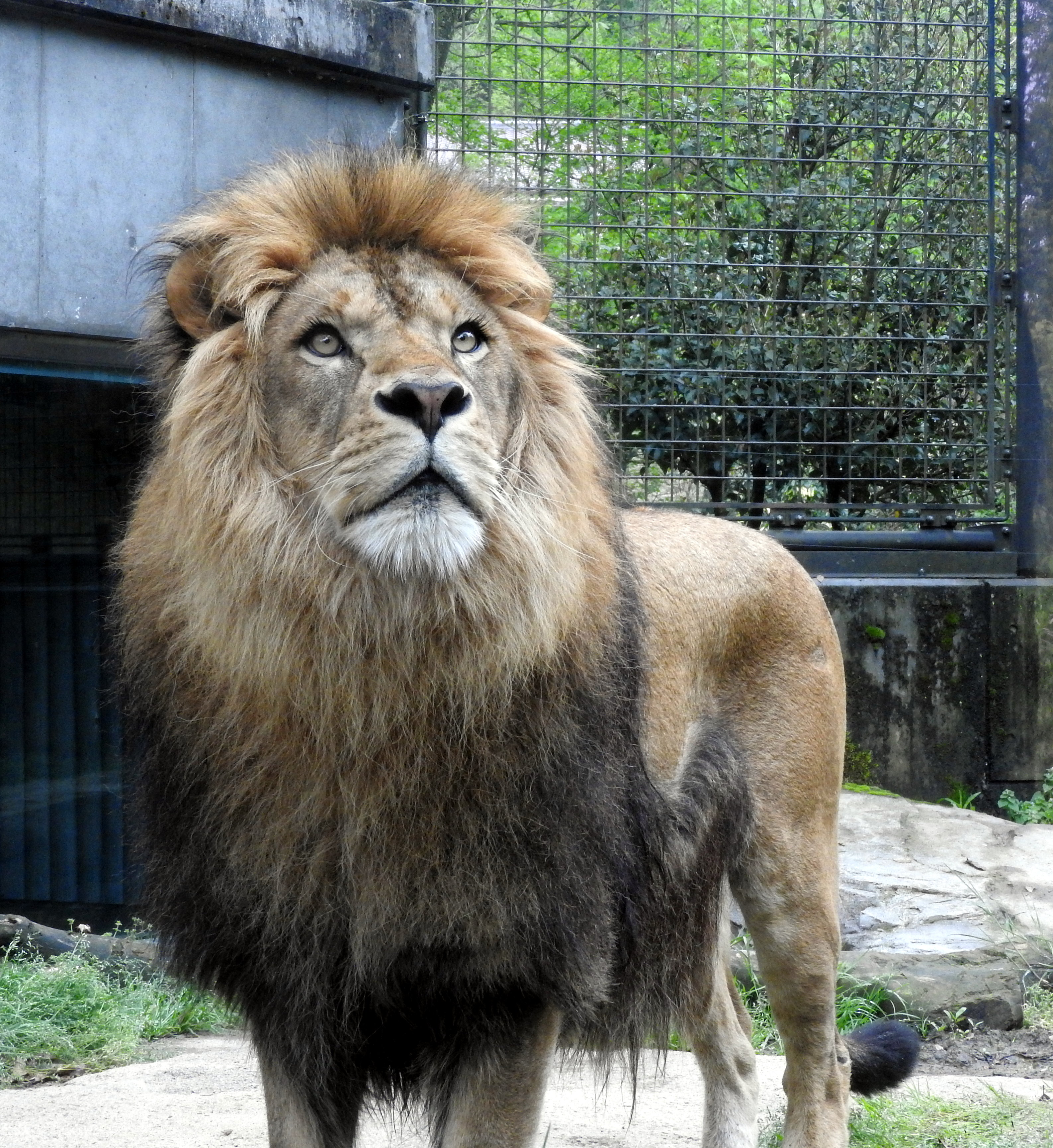
ライオン
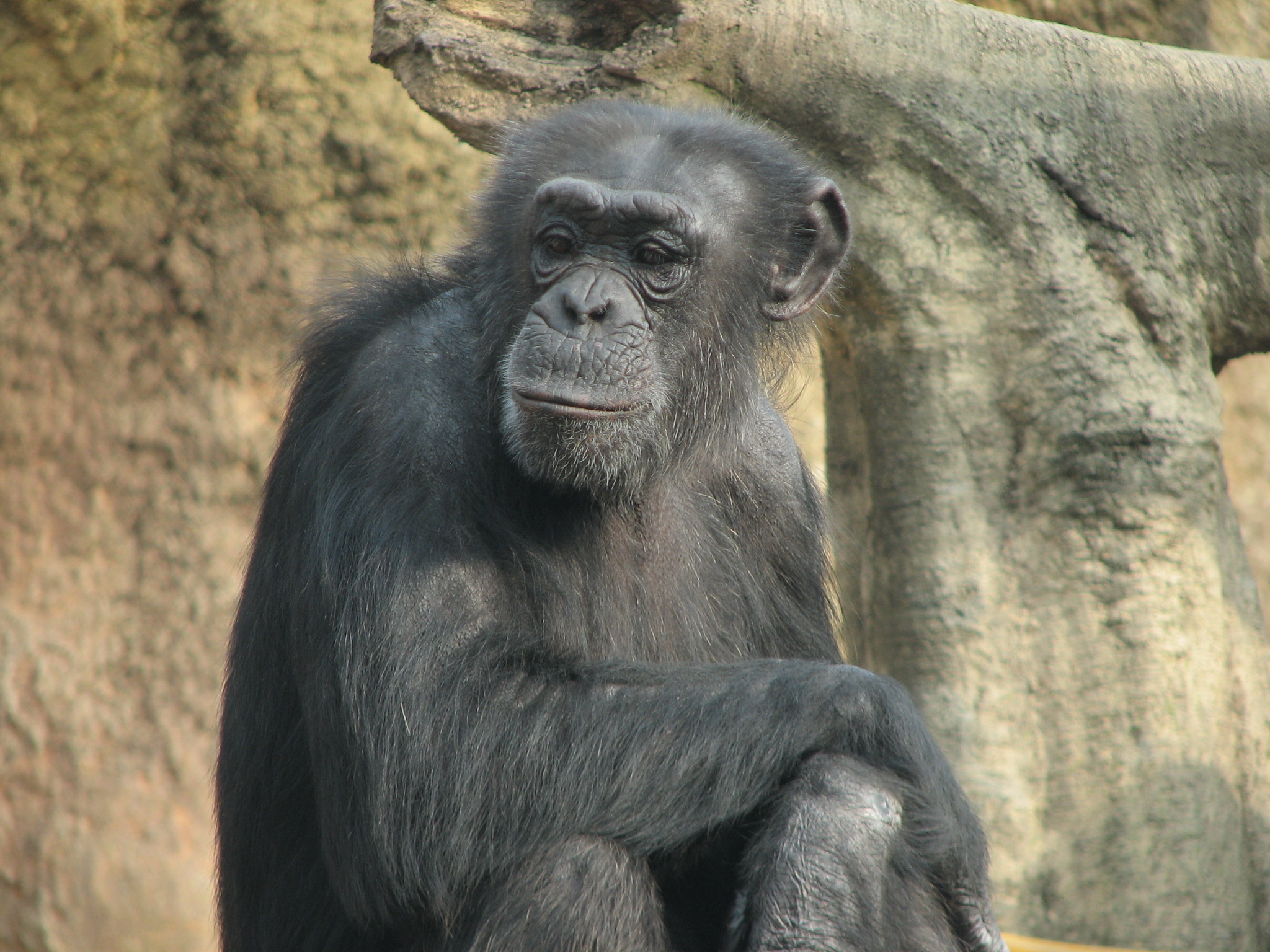
チンパンジー
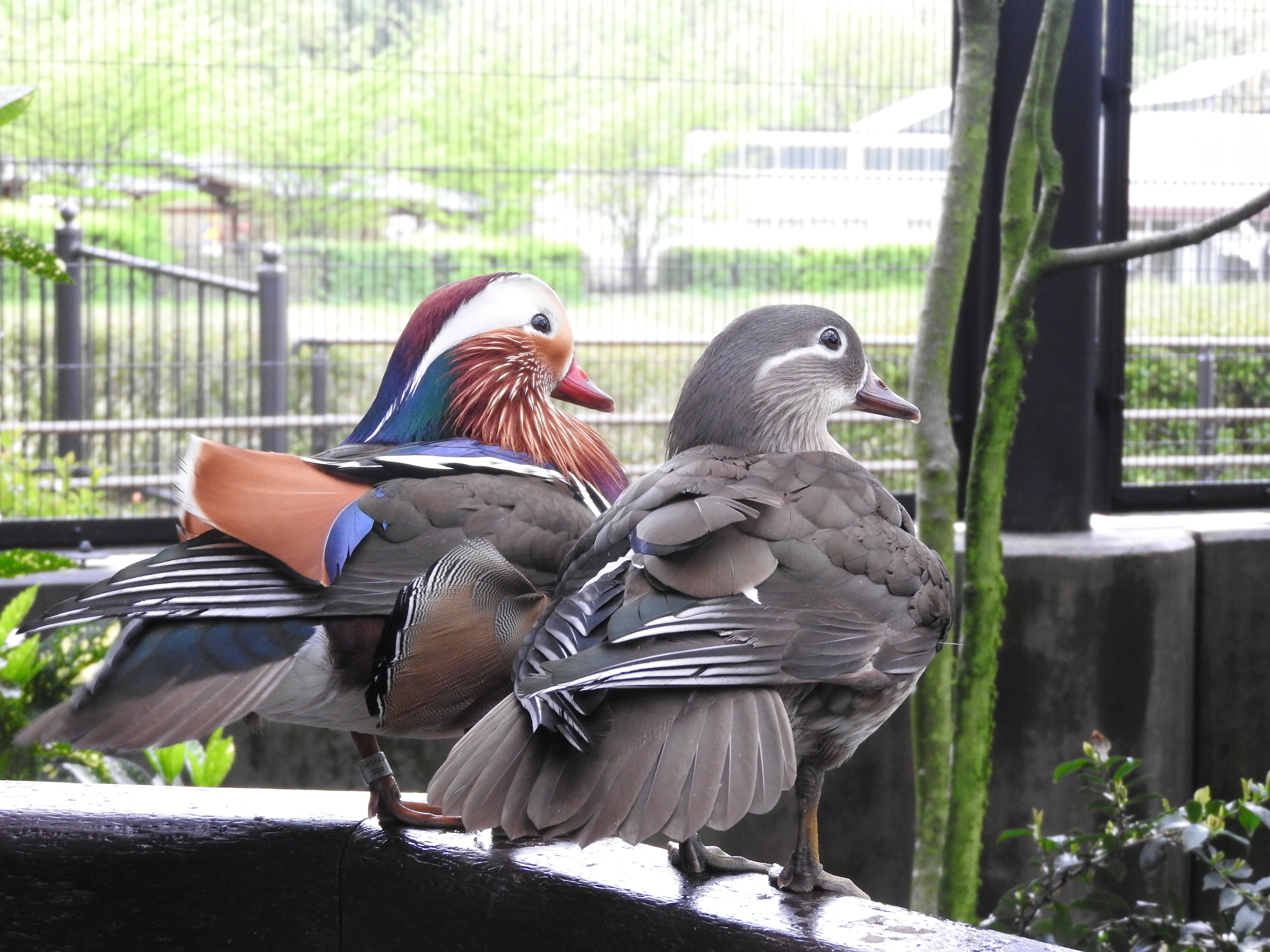
オシドリ
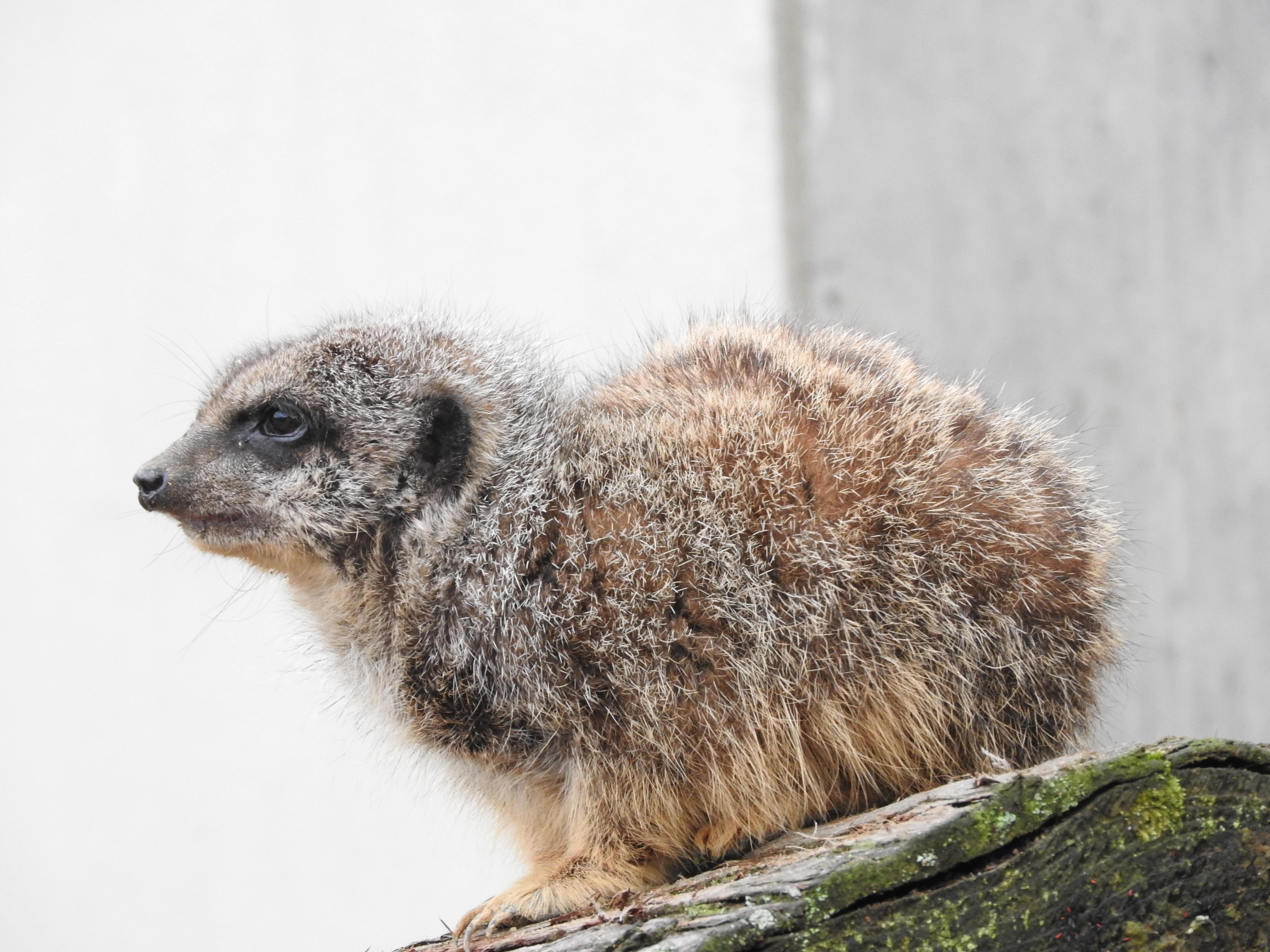
ミーアキャット

詳細は、公式サイトの展示動物一覧を参照。
- アシカ・アザラシたちのうみ

カリフォルニアアシカ、ゴマフアザラシ、バイカルアザラシ
- サルたちの森

コモンリスザル、ワオキツネザル、ブラッザグエノン、シロテテナガザル
- イヌワシの谷

イヌワシ
- 小動物プロムナード

シセンレッサーパンダ、ケープハイラックス、マーラ
- ネコたちの谷

ライオン、アムールトラ、ホワイトタイガー、アムールヒョウ、ユキヒョウ
- オーストラリアの平原

オオカンガルー、アカクビワラビー、エミュー、スッポンモドキ
- 郷土の水辺

メダカ、カジカ、トミヨ、ホトケドジョウなど
- 南米の森

ワタボウシタマリン、フタユビナマケモノ、アカハナグマ、オニオオハシ、ボアコンストリクター、コビトカイマンなど
- ふれあいひろば

アルパカ、カピバラ、ミーアキャット、マゼランペンギン、ウサギ、モルモットなど
- 水鳥たちの池

アマサギ、ゴイサギ、オシドリ、カルガモ　など
- バードストリート

オオタカ、ウミネコ、マナヅル、ミミキジ、フクロウ　など
- カメたちの広場

アルダブラゾウガメ、ワニガメ、ケヅメリクガメ、ヒョウモンガメ、インドホシガメ　など
- ライチョウの峰

スバールバルライチョウ、ニホンライチョウ（2019年3月15日に国内の4施設とともに公開）
- ツルたちの水辺

マナヅル、タンチョウ、ニホンコウノトリ
- アフリカの草原

アミメキリン、グレビーシマウマ、ホオジロカンムリヅル
- ゾウの丘

アジアゾウ
- カバの池

コビトカバ
- チンパンジーの丘

チンパンジー
- オランウータンの森

ボルネオオランウータン
- トキ里山館[25]

トキ
- ライオン
- チンパンジー
- オシドリ
- ミーアキャット

## 過去展示していた動物
- 小動物プロムナード

アライグマ
- ネコたちの谷

ピューマ、ベンガルトラ
- アフリカの平原

エランド
- カバの池

カバ - かつて日本最高齢のカバであった「デカ」がいたが、2010年8月5日に58歳で死亡した。「デカ」は、岡山県の菓子メーカー、カバヤ食品の移動動物園で「カバ子」として1953年（昭和28年）から約2年間日本全国を巡った。池田動物園（現在の岡山県岡山市北区）を経て当園に移籍している。

## 動物園の取り組み

### 「エコ動物園」に向けて
「いしかわ動物園」は積極的に「エコ」に取り組んでいる動物園である。
- ゴミの持ちかえり運動を実施
- 缶・瓶・ペットボトルなどの回収箱を設置
- 園内の調整池にたまった雨水を、動物舎やトイレの清掃・植栽の散水用として利用
- 動物の糞やエサクズを、堆肥舎のプラントで有機肥料としてリサイクル
- 太陽電池による時計や電気自動車の導入により省エネ化を図り、二酸化炭素の排出を抑制
- 園内の随所に実のなる木を植栽するとともに、調整池をできるだけ自然の形に近づけるよう「ビオトープ」化を図り、野鳥や昆虫などの野生生物が住みやすい環境を整えている
- 雨水を地下に浸透させるため、透水性舗装や透水性ブロックを使用

### 「教育係」の設置
「いしかわ動物園」は、「企画教育係」と呼ばれる職員を配置している。
通常の動物園では、入園者に対して動物園の概要や理念、仕事内容を紹介する職員は、動物の「飼育係」と兼務している。しかし、この「いしかわ動物園」では、このような業務を専門に担当する「企画教育係」が配置されている。

### トキの分散飼育
いしかわ動物園では以前よりホオアカトキなどの近縁種の飼育に取り組んでおり、その飼育・繁殖の実績が評価され、多摩動物公園に続いて国内2か所目の分散飼育地に選ばれた。2010年1月8日に、佐渡トキ保護センター（新潟県佐渡市）からオス2羽、メス2羽の合計4羽が到着。同年からトキの分散飼育を開始した。一般には非公開のもとで飼育されてきたが、環境省と佐渡トキ保護センターとの協議で公開することが決定した。トキが佐渡島以外で一般公開されるのは初めてとなったが、当初佐渡市側は観光面で来島者が減少するなどを理由に反対していた。2016年11月19日から一般公開を開始したが、2017年7月26日には公開していた幼鳥がケージのガラス窓に衝突して死んだと公表している。

## 営業
- 所在地：石川県能美市徳山町600番地
- 駐車場：1300台収容（無料）
- 開園時間（入園は閉園30分前まで）：9時 - 17時（4月1日から10月31日まで）、9時 - 16時30分（11月1日から3月31日）[1]
- 休園日：毎週火曜日（祝日営業翌日休み）[1]、春休み期間の火曜日および夏休み期間中は無休。年末年始（12月29日から1月1日まで）は休園。
- 毎月19日「県民育児の日」中学生以下無料（家族で来園した場合に適用）

## 交通
路線バス
- 金沢駅から北陸鉄道バス「いしかわ動物園」下車。
- 小松駅から北鉄加賀バス佐野線で「いしかわ動物園」下車（土日祝日のみ運行）。
- 松任駅から北鉄白山バス川北線で「いしかわ動物園」下車（平日のみ運行）。
- 能美根上駅からのみバス観光ルートで「いしかわ動物園」下車（土日祝日のみ運行）。

自動車
- 北陸自動車道小松IC・能美根上スマートIC・美川ICから約20分。